# 왕비 안씨
왕비 안씨(王妃 安氏)는 민담 설화에 등장하는 신라의 마지막 왕인 경순왕 김부의 부인이라 한다. 실존성도 없고 삼국사기 등의 문헌에도 등장하지 않는 인물이다.
경기도 안산의 잿머리 성황사와 군자봉 성황사에는 신라 마지막 왕인 경순왕 김부대왕과 관련된 설화가 부인과 장모에 대해 두 가지로 혼용되어 전해져 오는데, 첫째 잿머리 성황사 설화에는 경순왕과 부인 홍씨와 장모 안씨가, 둘째 군자봉 성황사 설화에는 경순왕과 부인 안씨, 장모 홍씨가 등장한다.
이와 같이 안산의 경순왕과 왕후 사당에 대한 설화의 주인공은 시대적 정황상 경순왕이 고려에 항복 후 맞아들인 후비 고려 태조의 첫째 딸 안정숙의공주(安貞淑義公主)라 하여야 맞다 할 것이다. 그녀는 혼인전 안정숙의공주라 불리다가, 혼인 후 낙랑공주(樂浪公主)라 불렸다. 한편으로는 신란궁부인(神鸞宮夫人)이라 일컫기도 하였다. 
따라서 여기에서의 안씨(安氏)는 안정숙의공주를 표현하였을 가능성이 높다 할 것이며, 장모의 성씨는 후대에 만들어진 설화적 요소로 추정된다. 그녀는 사후에 고려조로부터 효목(孝穆)의 시호가 내려졌다

1784년(정조 8)에 개성 어느 산 기슭에서 우연히 발견되어, 경주 김씨 후손 김사목이 족보를 수보하면서 찬한 《김은열 묘지명》에 그녀는 슬하에 8자들을 두었는데 『일(鎰)·굉(鍠)·명(鳴)·은열(殷說)·중석(重錫)·건(鍵)·선(鐥)·종(鐘)』이라 한다. 
그러나 《김은열 묘지명》의 형태는 배위(配位) 및 생애 등이 누락되어 있고, 단지 형제 서차만 기술되어 있을 뿐 완전하지 않다는 것이다. 또《묘지명》에 나오는 아들들의 이름은 《고려사》 등의 문헌(文獻)은 물론이고, 그 이후 사서(史書)· 문헌(文獻) 및 그 어떤 금석문(金石文) 자료에도 찾아볼 수 없다는 것이다. 따라서 이러한 《묘지명》은 나라의 역사 기록들과 다르기 때문에 당연히 의문을 갖는다. 
이후 일제강점기인 1934년(소화 9) 경주 김씨 후손이라는 김경대가 간행한 《신라삼성연원보(新羅三姓淵源譜)》에 별빈 순흥안씨(別嬪 順興安氏)가 등장 하는데, 역사학계 및 보학계(譜學界)에서는 이러한 《신라삼성연원보(新羅三姓淵源譜)》를 위보(僞譜)로 간주하고 있다.